# Ifrah Ahmed
Ifrah Ahmed (Somàlia) és un activista social somali-irlandesa fundadora de l'organització no governamental Joventut Unida d'Irlanda i de la Fundació Ifrah.
Va deixar Mogadiscio als 17 anys després que esclatés la guerra el 2006. Va poder escapar-se dels traficants i se li va atorgar l'estat de refugiada a Irlanda el 2006. Va impulsar la Unió de Joventut d'Irlanda, una ONG per a joves immigrants, i la Fundació Ifrah, que es dedica a lluitar contra la mutilació genital femenina. Des de 2016, és consellera de gènere del primer ministre de Somàlia
El 2010 va fundar Joventut Unida d'Irlanda. L'organització no governamental proporciona suport a joves immigrants en els seus negocis i projectes artístics i creatius. A través de la Fundació Ahmed, defensa l'erradicació de la mutilació genital femenina a la seva Somàlia natal. El seu treball inclou la sensibilització mitjançant la producció de contingut de mitjans de comunicació per posar en evidència l'impacte negatiu de la MGF. Al juliol de 2018, en col·laboració amb la Campanya de Mitjans de Comunicació Global per acabar amb la MGF, Ahmed va produir un breu documental sobre la mort d'una nena de deu anys a causa d'una complicació derivada d'aquesta mutilació.
També ha participat en l'organització de diversos esdeveniments, tallers, iniciatives de captació de fons i seminaris. El 2014 també va ser ponent convidada en suport del documental Girl Rising de Richard E. Robbins. La iniciativa va formar part del cicle de cinema de desenvolupament que es va celebrar a l'University College de Dublín. La Fundació Ifrah s'ha associat a projectes internacionals i ha format col·laboracions estratègiques amb agències governamentals en matèria de polítiques i legislació. A finals de la dècada del 2010 la seva atenció ha estat proporcionar programes a Somàlia, proporcionant resultats basats en proves que informin l'objectiu de la Fundació Ifrah del seu pla d'acció nacional proposat per a l'abandonament de MGF a Somàlia.
Va ser guardonada amb el premi People of the Year el 2018 per la seva tasca.
El 2017 es va rodar el biopic Una noia de Mogadiscio, sobre la vida d'Ahmed, protagonitzat per Aja Naomi King i Barkhad Abdi que es va rodar a Irlanda i el Marroc.